# Fons Català de Cooperació al Desenvolupament
El Fons Català de Cooperació al Desenvolupament és una organització nascuda el 5 de juliol de 1986 a Salt, formada per 27 organismes socis i una junta executiva formada per 6 ajuntaments (Arbúcies, Olot, Salt, Santa Coloma de Gramenet, Tarragona i Terrassa) i tres entitats (Justícia i Pau, Ciemen i Càritas Diocesana), que destinen una part del seu pressupost a finançar accions de Cooperació al Desenvolupament i de Solidaritat amb els pobles dels països més desfavorits. A desembre 2018 compta amb 319 socis, amb 287 ajuntaments i també amb 14 consells comarcals, una mancomunitat, les 4 diputacions i 13 entitats i ONG